# Bias musicien
Bias musicus
Genre
Espèce
Statut de conservation UICN

 LC  : Préoccupation mineure
Le Bias musicien (Bias musicus) est une espèce d'oiseaux de la famille des Vangidae, l'unique représentante du genre Bias.

## Description et éléments associés
Le bias musicien mesure environ 16 cm de long,. Il est trapu, à queue courte, et possède une crête à l’arrière de la tête,,. Ses yeux sont jaune, avec une pupille noire,. Les pattes sont jaune foncé. Cet oiseau a des vibrisses. Les mâles sont essentiellement noir et blanc, avec une petite tache blanche à l'avant de l'aile (bien visible en vol). Les femelles ont le dos châtain, la tête noirâtre et les parties inférieures pâles. Cette espèce arboricole qui ressemble fortement aux bulbuls est au moins en partie insectivore.
Le nom de cet oiseau est sûrement lié à son large répertoire de sons mélodieux et doux, dont une suite assez classique est le ouiitt-ouiitt-ouiitt-tiouu-tiouu-tiueee ou chacun des sons est répétés plus ou moins de fois,.

## Répartition, sous-espèces, et habitat
Selon le congrès ornithologique international, il existe trois sous-espèces,, :
- B. m. musicus (Vieillot, 1818) — Afrique équatoriale ;
- B. m. changamwensis van Someren, 1919 — Kenya et Tanzanie ;
- B. m. clarens Clancey, 1966 — Malawi, Zimbabwe et Mozambique.

L'espèce est forestière et on la retrouve dans la canopée des forêts humides, à basse et moyenne altitude, souvent le long de la lisière de la forêt et des clairières,.

## Statut de conservation
Selon l'UICN (11/2021), l'espèce est de préoccupation mineure.

## Liste des références citées
1. 1 2 3 4 5 6  Nik Borrow et Ron Demey, Guide des oiseaux de l'Afrique de l'ouest, Delachaux et Niestle��,‎ 2008 (ISBN 978-2-603-01512-4, OCLC 1123831437, lire en ligne)
2. 1 2  « Bias musicien Bias musicus - Black-and-white Shrike-flycatcher », sur oiseaux.net
3. 1 2 3 4 5  (en) « Bias musicien Bias musicus », sur ebird.org
4. ↑  Nik Borrow, Ron Demey et Benoi��t Paepegaey, Oiseaux de l'Afrique de l'Ouest,‎ 2015 (ISBN 978-2-603-02396-9, OCLC 944442325, lire en ligne)
5. ↑  « Observations bias musicien », sur inaturalist (consulté le 2021)
6. ↑  (en) « Black-and-white Shrike-flycatcher Bias musicus (Vieillot, 1818) », sur avibase (consulté le 2021)
7. ↑  BirdLife International (BirdLife International), « IUCN Red List of Threatened Species: Bias musicus », IUCN Red List of Threatened Species,‎ 1er octobre 2016 (DOI 10.2305/iucn.uk.2016-3.rlts.t22707816a94138686.en, lire en ligne, consulté le 6 novembre 2021)